# Sawannik
Sawannik (Aethomys) – rodzaj ssaków z podrodziny myszy (Murinae) w obrębie rodziny myszowatych (Muridae).

## Rozmieszczenie geograficzne
Rodzaj obejmuje gatunki występujące w Afryce.

## Morfologia
Długość ciała (bez ogona) 120–200 mm, długość ogona 112–203 mm, długość ucha 15–32 mm, długość tylnej stopy 25–39 mm; masa ciała 56–158 g.

## Systematyka
Rodzaj zdefiniował w 1915 roku angielski zoolog Oldfield Thomas w artykule zatytułowanym Lista ssaków (z wyłączeniem Ungulata) zebranych w Górnym Kongo przez dr Christy’ego dla Congo Museum w Tervueren, opublikowanym w czasopiśmie „The Annals and magazine of natural history”. Gatunkiem typowym jest (oryginalne oznaczenie) sawannik równikowy (A. hindei).

### Etymologia
Aethomys: gr. αιθος aithos ‘ognisty, płomienny’; μυς mus, μυος muos ‘mysz’.

### Podział systematyczny
Do rodzaju należą następujące występujące współcześnie gatunki:
| Grafika | Gatunek               | Autor i rok opisu             | Nazwa zwyczajowa     | Podgatunki         | Rozmieszczenie geograficzne | Podstawowe wymiary                              | Status IUCN |
| ------- | --------------------- | ----------------------------- | -------------------- | ------------------ | --- | ----------------------------------------------- | ----------- |
|         | Aethomys stannarius   | (O. Thomas, 1913)             | sawannik zachodni    | gatunek monotypowy | północna Nigeria rozciągając się nieznacznie do północnego Kamerunu | DC: 12,6–16,9 cm DO: 12,4–20 cm MC: 60–120 g    | DD          |
|         | Aethomys hindei       | (O. Thomas, 1902)             | sawannik równikowy   | gatunek monotypowy | środkowy Kamerun na wschód do południowej Etiopii, Kenii i północnej Tanzanii; zakres wysokości: poniżej 2000 m n.p.m.                                                                              | DC: 12–17,5 cm DO: 12–18,8 cm MC: 87–158 g      | LC          |
|         | Aethomys chrysophilus | (de Winton, 1897)             | sawannik rudy        | gatunek monotypowy | Afryka Wschodnia i Południowa od wschodnie-środkowej i południowo-zachodniej Kenii do południowo-zachodniej Angoli, Namibii, północnej Południowej Afryki i Mozambiku; zakres wysokości: – m n.p.m. | DC: 12–16,9 cm DO: 13,5–19 cm MC: 63–112 g      | LC          |
|         | Aethomys ineptus      | (O. Thomas & Wroughton, 1908) | sawannik transwalski | gatunek monotypowy | sawanny w Południowej Afryce, skrajnie południowo-wschodniej Botswanie, Eswatini i pobliskim południowym Mozambiku (najwyraźniej na południe od rzeki Limpopo)                                      | DC: 14–15,5 cm DO: 14,4–17 cm MC: 65–107 g      | LC          |
|         | Aethomys nyikae       | (O. Thomas, 1897)             | sawannik malawski    | gatunek monotypowy | północno-wschodnia Angola, południowa Demokratyczna Republika Konga, północna Zambia i Malawi; zakres wysokości: 800–2300 m n.p.m.                                                                  | DC: 12–15,6 cm DO: 14,5–17,8 cm MC: 56–106 g    | LC          |
|         | Aethomys kaiseri      | (Noack, 1887)                 | sawannik leśny       | gatunek monotypowy | od północnego brzegu jeziora Wiktorii (południowa Uganda i południowa Kenia), na południe do północno-środkowej Angoli, północnej Zambii, Malawi i północno-zachodniego Mozambiku                   | DC: 13,9–19,6 cm DO: 12,4–16,7 cm MC: 78–144 g  | LC          |
|         | Aethomys silindensis  | Roberts, 1938                 | sawannik stokowy     | gatunek monotypowy | wschodnie wyżyny w wschodnim Zimbabwe i zachodnim Mozambiku | DC: 15,5–20 cm DO: 16,6–19,4 cm MC: brak danych | DD          |
|         | Aethomys bocagei      | (O. Thomas, 1904)             | sawannik angolski    | gatunek monotypowy | zachodnia Angola i sąsiadujące skrajnie południowo-zachodnia Demokratyczna Republika Konga | DC: 14,5–19,8 cm DO: 15,9–18 cm MC: brak danych | LC          |
|         | Aethomys thomasi      | (de Winton, 1897)             | sawannik zaroślowy   | gatunek monotypowy | endemit Angoli: wyżyna Bije | DC: 14–16,2 cm DO: 11,2–13,5 cm MC: 60–120 g    | LC          |

Kategorie IUCN:  LC  – gatunek najmniejszej troski,  DD  – gatunki o nieokreślonym stopniu zagrożenia.
Opisano również gatunki wymarłe:
- Aethomys adamanticola Denys, 1990[10] (Południowa Afryka; pliocen)
- Aethomys deheinzelini (Wesselman, 1984)[11] (Etiopia; pliocen)
- Aethomys lavocati (Jaeger, 1976)[12] (Tanzania; plejstocen)
- Aethomys modernis Denys, 1990[10] (Południowa Afryka; pliocen)